# القوات المسلحة لجمهورية الأرجنتين
القوات المسلحة الأرجنيتنية وهي القوات المسلحة الرسمية التي تحمي دولة الأرجنتين وتتألف هذه القوات من الجيش الأرجنتيني وسلاح الجو الأرجنتيني والبحرية الأرجنتينية والقائد الأعلى لهذه القوات هو رئيس الجمهورية وثم يأتي بعده وزير الدفاع، الآرجنتين تصنع بعض أسلحتها بنفسها والأخرى تستورد أغلبها من الولايات المتحدة وإسرائيل وألمانيا وفرنسا وإسبانيا وروسيا وإسرائيل والبرازيل وبيلاروسيا وتركمانستان وهولندا وإيطاليا، من أبرز الحرب التي شاركت بها الأرجنتين هي حرب الفوكلاند وحرب الكويت وحرب السيزبلاتين وحرب البلاتين وحرب الباراغواي وتتواجد في القوات المسلحة الأرجنتينية 350 ألف مجند و334 ألف مجندة.

## الهيكل
الفروع الثلاثة للقوات العسكرية هي تحت السلطة المباشرة لوزارة الدفاع، في حين الدرك الوطني الأرجنتيني ومحافظة البحرية الأرجنتينية، وقوات الأمن، تحت السلطة المباشرة لوزارة الأمن.
في 12 يونيو عام 2006، جلب الرئيس نيستور كيرشنير نفاذ قانون الدفاع، الذي كان قد أصدر في عام 1988 كوسيلة لتحديث عقيدة القوات المسلحة وتحديد دورها، رغم أن الحكومات المتعاقبة فشلت في وضعه موضع التنفيذ. ينص القانون على أن القوات المسلحة لن تستخدم إلا ضد العدوان الخارجي، ويقلل من صلاحيات رؤساء القوات المسلحة، مركزية القرارات التنفيذية والاستحواذ كله تحت سلطة القوات المسلحة الأركان المشتركة العامة (الإسبانية: "استادو عمدة Conjunto EMC دي لاس FUERZAS الحشود ') مؤكدا Jointness.

## التاريخ

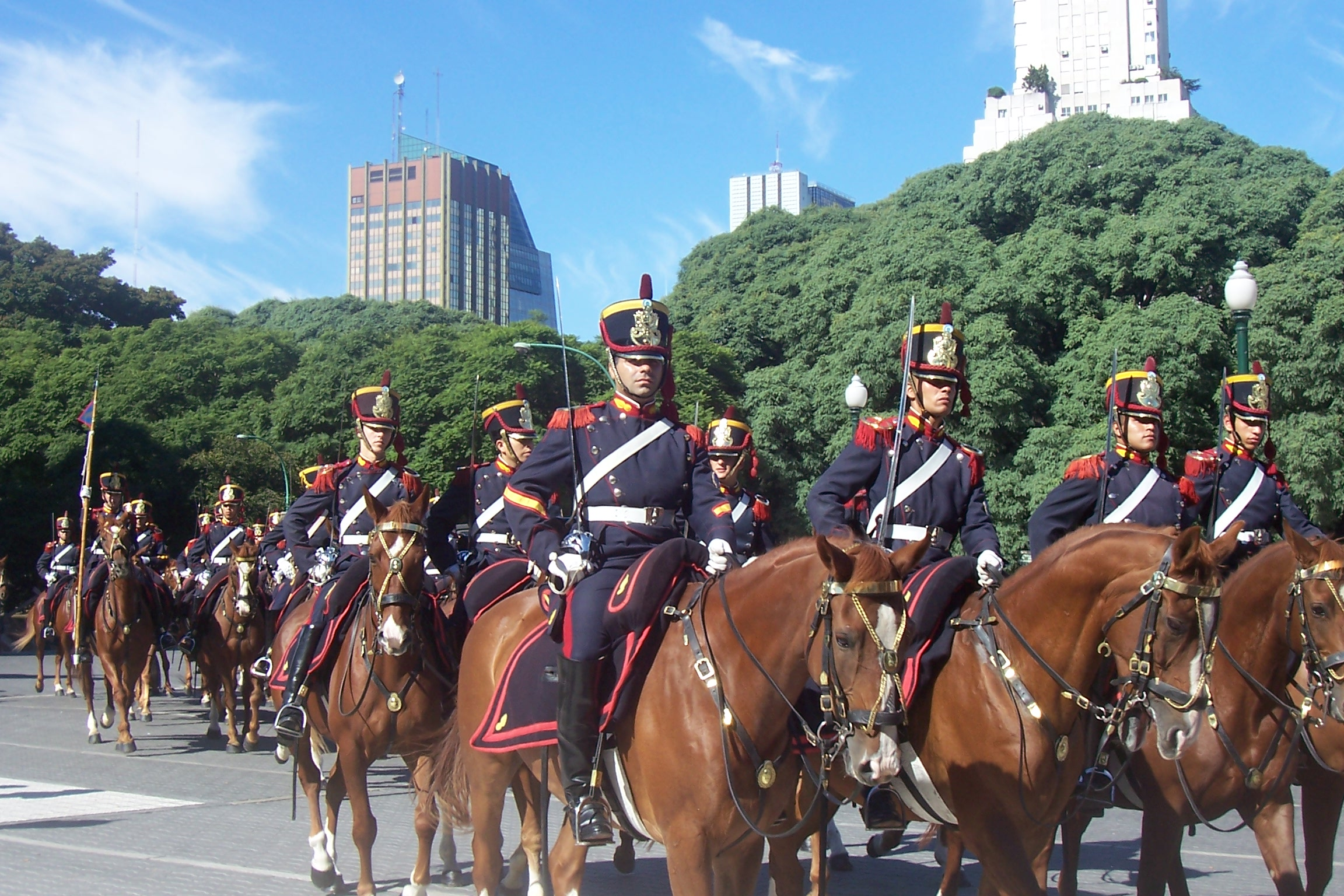
وحدة سلاح الفرسان، من بين مآثر أخرى، ثم سان مارتن عبر جبال الأنديز في عام 1817 لتحرير شيلي وبيرو

كان الجيش الأرجنتيني، كما كان الاتجاه في بلدان أمريكا اللاتينية الأخرى، إلى حد كبير أكثر تأثيرا في المرات السابقة. ابتداء من عام 1930 وطوال القرن 20، كانت الحكومات الديمقراطية في كثير من الأحيان لا تنقطع من الانقلابات العسكرية (انظر تاريخ الأرجنتين). دمر عواقب وخيمة من الدكتاتورية مشاركة الصورة العسكرية الاحتياطي الأخلاقية للأمة، وفتحت الطريق لتحويلها إلى داخل القوات المسلحة اليوم.

### 1955-1962 الصراع الداخلي

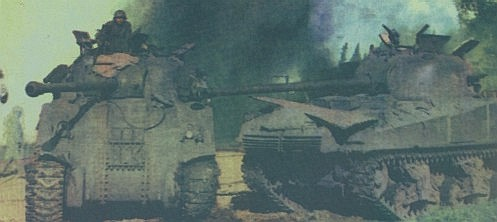
دبابات شيرمان تعطيل خلال 1962 أزوليس-كلوردوس الصراع الداخلي

بعد الثورة التي خلعت الرئيس خوان دومينغو ركلات بيرون Libertadora ، وتقسيم القوات المسلحة في معارضة اسمه قطاع كلوردوس ذ أزوليس («الأزرق والأحمر»). إن إعادة انهاء عام 1962 مع وقوع اشتباكات عسكرية وهزيمة ليفربول الذين كانوا يعارضون بيرون.

### 1965 Operacion 90
في عام 1965، أجرى الجيش الأرجنتيني مناورات عسكرية على الأراضي البور القارة القطبية الجنوبية تحت آنذاك الكولونيل جورج E. يال. الملقب Operación 90، أجري هذا قبل عشر سنوات جاءت معاهدة أنتاركتيكا في الوجود وأجريت ل أسمنت المطالبات الأرجنتين إلى جزء من تلك الأقاليم (نائب الرئيس لا يزال ادعى الأرجنتيني القارة القطبية الجنوبية).

### مكافحة التمرد 1975
في عام 1975 بدأت القوات المسلحة في عملية واسعة النطاق في مقاطعة توكومان ل سحق تخطيط موارد المؤسسات (الجيش الثوري الشعبي ديل بويبلو أو الجيش الثوري الشعبي) حزب guevarist التي حاولت إنشاء «فوكو الثوري في هذه الولاية النائية والجبلية في الشمال والغرب الأرجنتين».

### عملية إعادة التنظيم الوطني

#### 1978 بيجل الصراع
خلال معظم القرن 19 و20، برود العلاقات بين الجيران شيلي بسبب الخلافات حول باتاغونيا، وإن كان في السنوات الأخيرة العلاقات قد تحسنت بشكل كبير.

#### 1982حرب الفوكلاند
في 2 نيسان 1982، غزت المجلس العسكري جزر فوكلاند: سعى (الإسبانية مالفيناس) للحفاظ على السلطة من خلال تحويل انتباه الرأي العام عن ضعف الأداء الاقتصادي في البلاد واستغلال المشاعر التي طال أمدها من الأرجنتينيين نحو الجزر. فإن مثل هذا الإجراء تعزيز شرعية تضاؤل لها. بعد المعارك البحرية والجوية قصيرة ولكن عنيفة، سقط البريطانية يوم 21 مايو، وأعقب ذلك حملة الأرض حتى استسلمت القوات الأرجنتينية في 14 يونيو حزيران. 649 الأرجنتينيين و 255 البريطاني توفي أثناء الحرب.
كانت الآثار السياسية للحرب قوية ودفعت احتجاجات أكبر ضد الدكتاتورية، والتي سارعت سقوطها.

### 1983 الانتقال إلى الديمقراطية
الحكومة الديمقراطية من راؤول ألفونسين التي تولت السلطة في عام 1983 مقاضاة جرائم 1970 وقدم لم يسبق لها مثيل (وإلا سبيل المثال أمريكا اللاتينية) المحاكمة في المجالس وسرعان ما هزت الجيش من قبل الانتفاضات والاقتتال الداخلي. قطاعات اليمين المتطرف في الجيش تمردوا في Carapintadas (الوجوه) الحركة. لاحتواء التمرد، وروجت ألفونسين قانون وقف كامل وقانون الطاعة الواجبة. الرئيس التالي، كارلوس منعم، أعطى العفو الرئاسي للجيش أدين في المحاكمة في المجالس. فإنه لن يكون حتى عام 1990، عندما تم سحق انتفاضة عسكرية مشاركة في تاريخ الأرجنتين، أن الصراع السياسي داخل الجيش هدأت أخيرا.
في يناير 1989، خلال الهجوم على تخريبية لا تابلادا، استخدم الجيش الفسفور الأبيض في انتهاك لاتفاقية جنيف (وفقا لوثيقة قدمت من قبل لجنة حقوق الإنسان التابعة للأمم المتحدة في 12 يناير، 2001).

### حرب الخليج و 1990
وكانت الأرجنتين الدولة الوحيدة في أمريكا اللاتينية للمشاركة في حرب الخليج عام 1991 بإرسال المدمرة وكورفيت في الفصل الدراسي الأول وسفينة امداد وكورفيت أخرى في وقت لاحق للمشاركة في الحصار الأمم المتحدة وجهود مكافحة البحر من الخليج. نجاح Operación ALFIL («الإنجليزية: عملية المطران») كما كان معروفا، مع أكثر من 700 اعتراض و 25,000 كيلومتر أبحر على مسرح العمليات ساعد على التغلب على ما يسمى ب «متلازمة مالفيناس».
من عام 1990 إلى عام 1992، تم نشر زوارق دورية من الدرجة Baradero تحت ONUCA تفويض الامم المتحدة خليج فونسيكا في أمريكا الوسطى وفي عام 1994، شاركت طرادات من الدرجة دروموند الثلاثة على عملية الديمقراطية التمسك في هايتي.
أيضا، في عام 1990، بدأت القوات المسلحة الأرجنتينية سياسة التعاون في مجال الدفاع وصداقة وثيقة مع جيرانها البرازيل وشيلي وركزت في ولايات الأمم المتحدة.
تم تخفيض الجيش الأرجنتيني سواء من حيث العدد والميزانية، ولكنها أصبحت أكثر احترافا، وخاصة بعد إلغاء التجنيد من قبل الرئيس منعم. تم القضاء رسميا ومنحت الأرجنتين مكانة حليف رئيسي خارج الناتو من قبل رئيس الولايات المتحدة بيل كلينتون: الحظر البريطاني بسبب حرب الفوكلاند (مالفيناس غيرا دي لاس الإسبانية).

### الحاضر

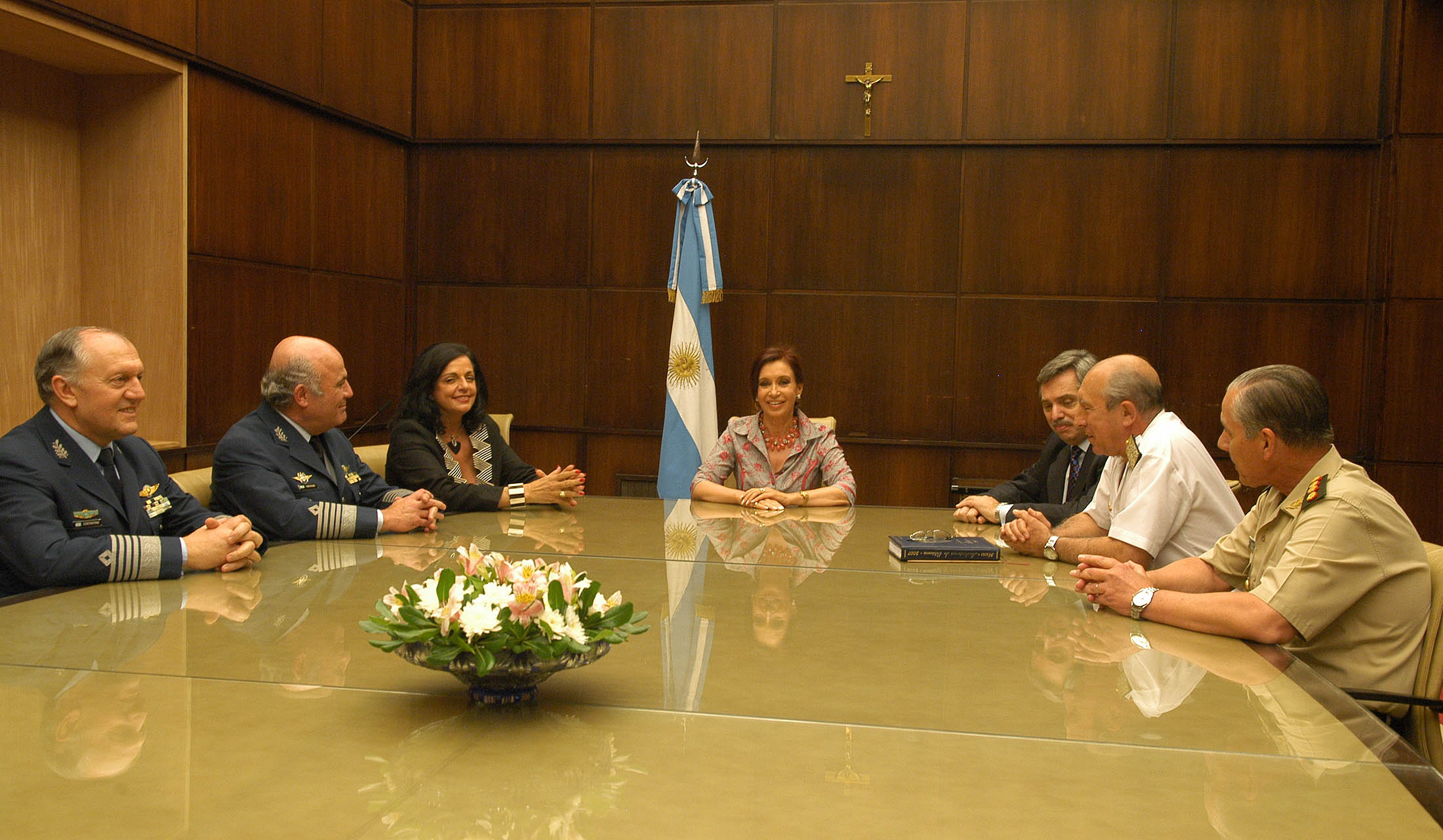
الرئيسة كريستينا كيرشنر رؤساء اجتماع عام 2007 للالارجنتيني هيئة الأركان المشتركة

تلتزم القوات العسكرية الأرجنتينية الحديثة تماما ل حفظ السلام الدولية بموجب ولايات الأمم المتحدة، المساعدات الإنسانية على إغاثة الطوارئ ودعم الوجود في البلاد مستمرة في القارة القطبية الجنوبية.
الحكومات الديمقراطية منذ عام 1983 تقويمها الميزانية العسكرية ولم يوافق أي مشتريات المعدات على نطاق واسع. الإنفاق العسكري الأرجنتين هي واحدة من أدنى المعدلات في أمريكا الجنوبية واعتبارا من عام 2010، على 0.9 ٪ من الناتج المحلي الإجمالي يتجاوز سورينام فقط
منذ 2000 في، أعيد صناعة الدفاع الأرجنتيني بعد سياسة الخصخصة التي نفذت خلال 1990 من قبل الإدارة كارلوس منعم القضاء تقريبا على كل شيء.
بينما ميركوسور ليست سوى كيان اقتصادي حتى الآن، وقد تم تعزيز الثقة بين الدول الأعضاء بالنفع على السلام في المنطقة، وممارسة دورا مفيدا في دعم الديمقراطية. وخدم ميركوسور، على سبيل المثال، لثني الجيش باراغواي من محاولة انقلاب في أوائل عام 2000 .
في عام 2003، للمرة الأولى، للبحرية الأرجنتينية (تصنف على أنها حليف رئيسي خارج الناتو) interoperated مع مجموعة قتالية بحرية الولايات المتحدة عندما انضمت المدمرة ARA ساراندي (D -13) المؤسسة الناقل المجموعة سترايك يو اس اس والمدمرة السرب 18 كجزء من ممارسة الخطوة الصلبة خلال جولتهم في البحر الأبيض المتوسط.
عن عام 2007 تم التوقيع على اتفاقية للتعاون في عمليات السلام مع فرنسا.
خلقت الأرجنتين مع شيلي قوة مشتركة ل ولايات الأمم المتحدة في المستقبل. المسماة كروز ديل سور. (بالإنكليزية: الصليب الجنوبي)، بدأت القوة الجديدة التجمع في عام 2008 مع مقر بالتناوب على كل بلد في كل عام.
على 2009، خلقت اتحاد دول أمريكا الجنوبية، واتحاد دول أمريكا الجنوبية، و CDS (الإسبانية: كونسيخو دي الدفاع عن بطولة أمريكا الجنوبية (مجلس الدفاع في أمريكا الجنوبية) من أجل تعزيز التعاون والشفافية بين القوات المسلحة 
على 2011 يؤدونها مع شيلي PARACACH (Patrulla دي إنقاذ والقارة القطبية الجنوبية Combinada الأرجنتين وشيلي والأرجنتين الشيلي أنتاركتيكا البحث مجتمعة ودورية الإنقاذ) مع دعم من وكالة الفضاء الألمانية التي قدمت صور الأقمار الصناعية

## المشاركة الدولية
وكانت الأرجنتين الدولة الوحيدة في أمريكا الجنوبية لإرسال سفن حربية وطائرات شحن في عام 1991 إلى حرب الخليج في إطار تفويض الأمم المتحدة وظلت تشارك في جهود حفظ السلام في أماكن متعددة مثل قوة الحماية في كرواتيا / البوسنة، خليج فونسيكا، القوة في قبرص (حيث بين الجيش وقوات مشاة البحرية وفرت القوات الجوية الوحدة الجوية للامم المتحدة منذ عام 1994) وبعثة الأمم المتحدة في هايتي.
وكان القوة أيضا سابقة في الجيش أمريكا اللاتينية فيه القوات من بوليفيا والبرازيل وشيلي وباراغواي وبيرو وأوروغواي هي جزء لا يتجزأ في الوحدة الأرجنتينية
منذ عام 1999 وحتى حزيران 2006، الأرجنتين هي الدولة الوحيدة في أمريكا اللاتينية للحفاظ على جندي في كوسوفو خلال القوة (قوة الاتحاد الأوروبي في وقت لاحق و) العمليات التي هي جزء لا يتجزأ المهندسين القتالية لل قوات المسلحة الأرجنتينية في لواء الإيطالية.
في عام 2007، تم إرسال الوحدة الأرجنتينية بما في ذلك طائرات الهليكوبتر والزوارق ومحطات تنقية المياه للمساعدة في بوليفيا ضد أسوأ فيضانات في عقود. وفي عام 2010 شاركت القوات المسلحة أيضا في هايتي وتشيلي الاستجابات الإنسانية بعد الزلازل كل منهما.
شكلت القوات العسكرية الأرجنتينية جزء من
- هايتي - الأمم المتحدةvideo (بما في ذلك مستشفى الميداني المحمول ومروحيات)
- قبرص - الامم المتحدة القوة (بما في ذلك طائرات الهليكوبتر[16])
- صربيا / كوسوفو مقاطعة - حلف شمال الأطلسي كفور (CICKO)pictorial
- صربيا / كوسوفو مقاطعة - الامم المتحدة البعثة
- بلجيكا - الناتو ICC- SHAPE
- قوة الاتحاد الأوروبي حلف شمال الأطلسي - البوسنة

و كمراقبين عسكريين في الهدنة، البعثة، بعثة، البعثة، بعثة الأمم المتحدة وعملية الأمم المتحدة.
وكانت الأرجنتين مسؤولة أيضا عن مبادرة الخوذ البيضاء.

## الصور

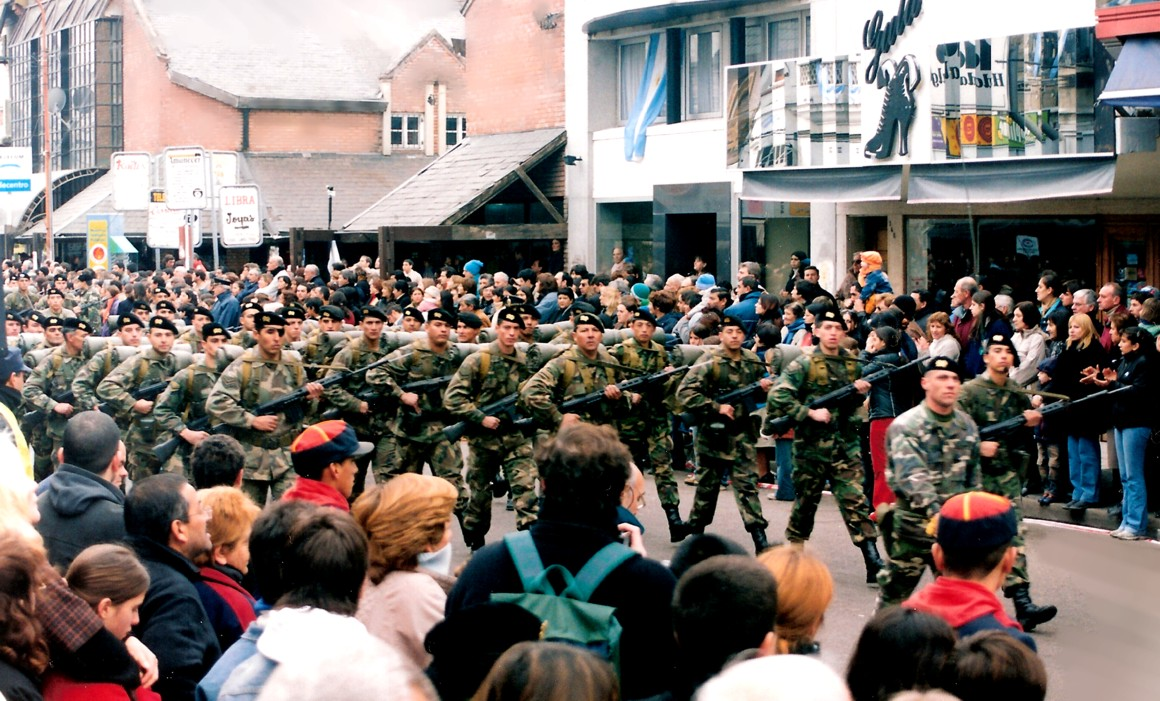
موكب الاستقلال يوم الجيش، جونين, 2004
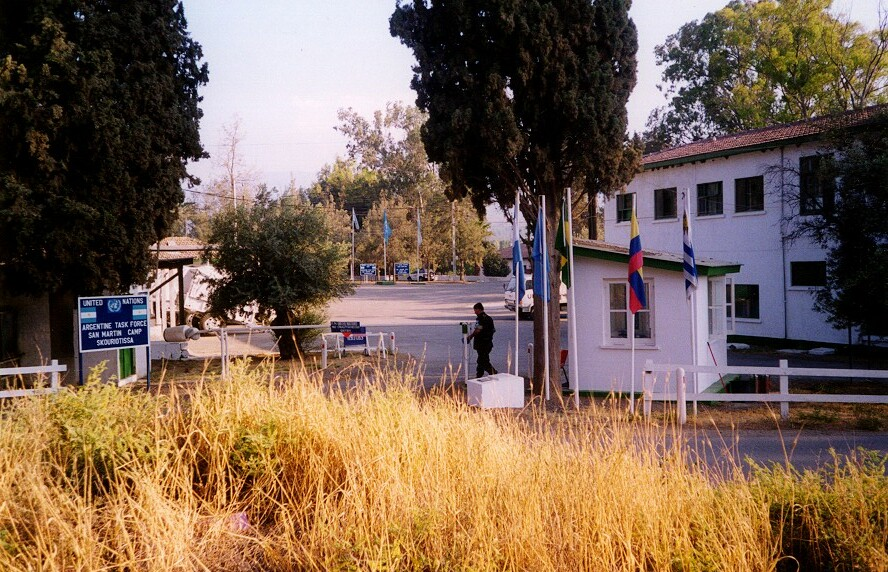
مخيم سان مارتن لالقوة في قبرص
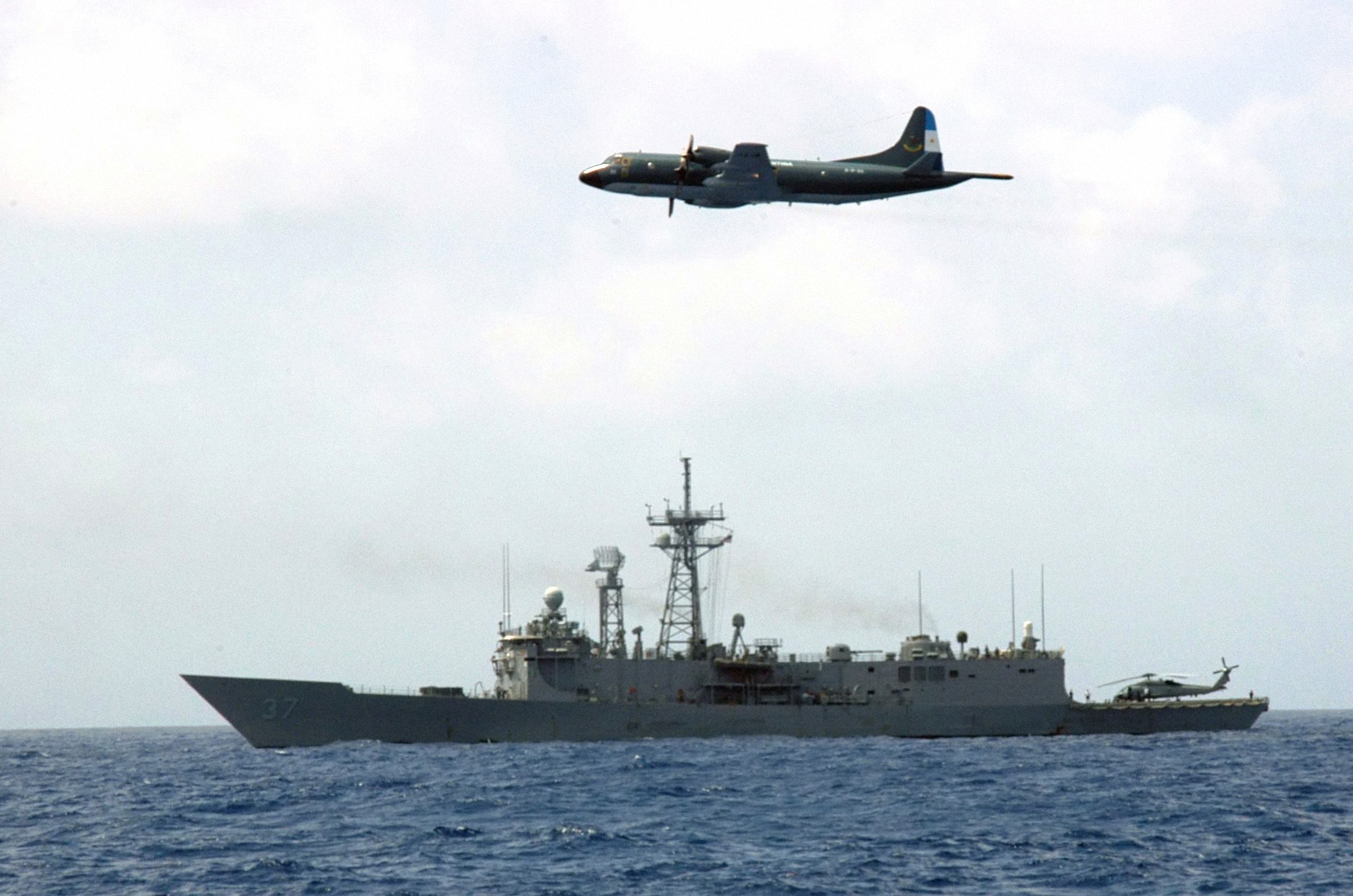
البحرية P-3 على العمليات المشتركة في بنما
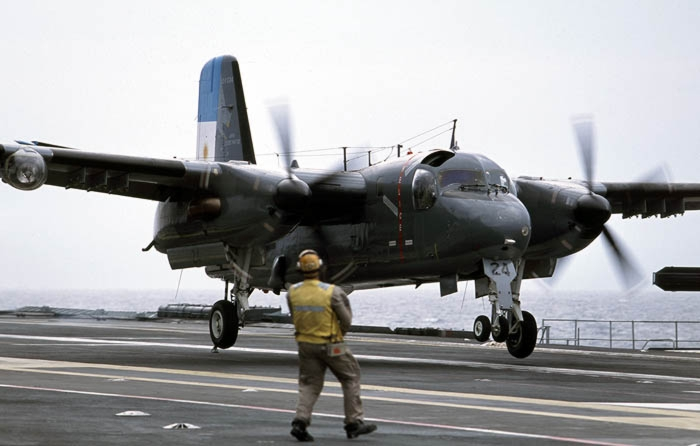
العمليات المشتركة الناقل البرازيلي
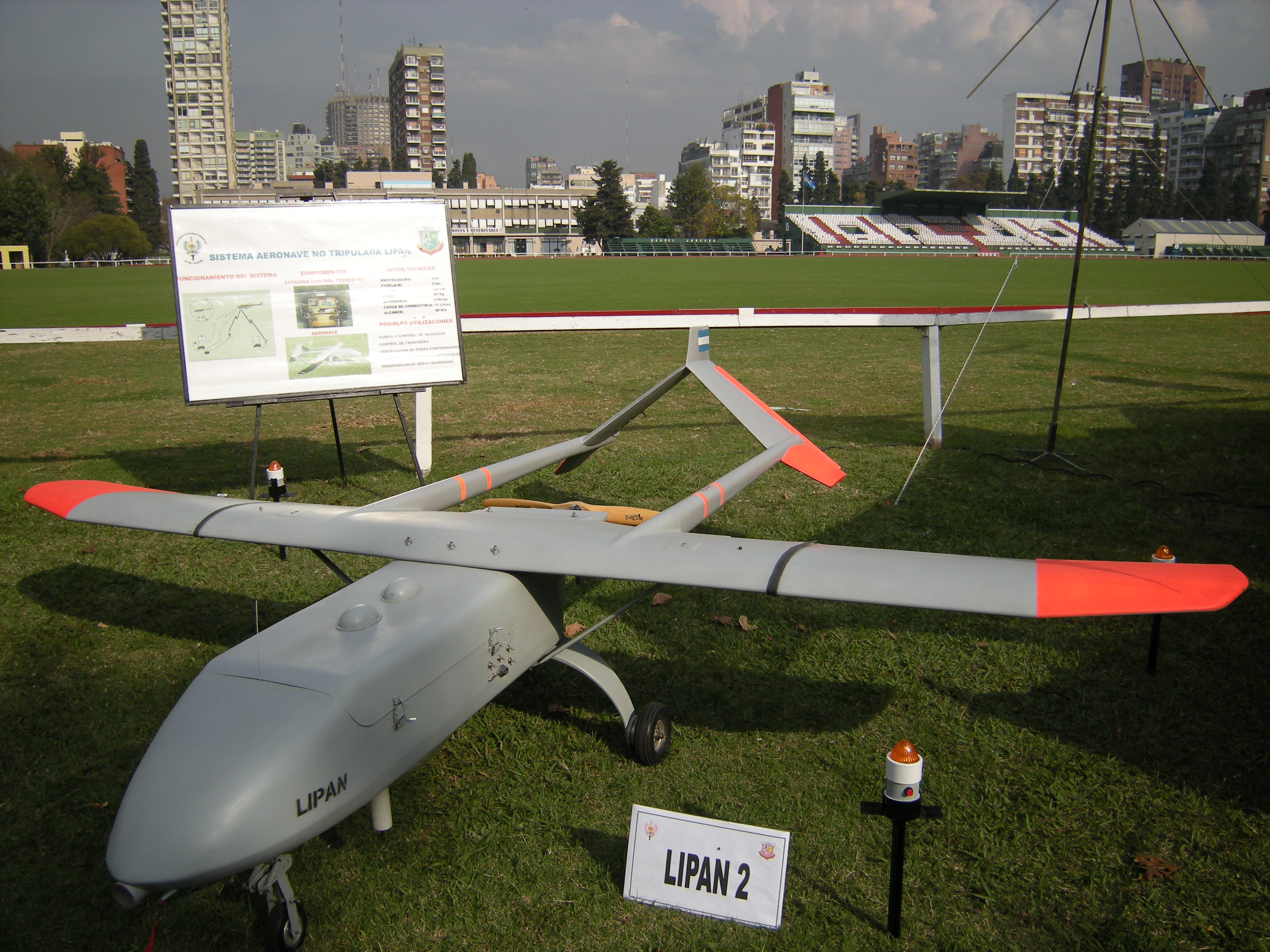
البحوث والتنمية
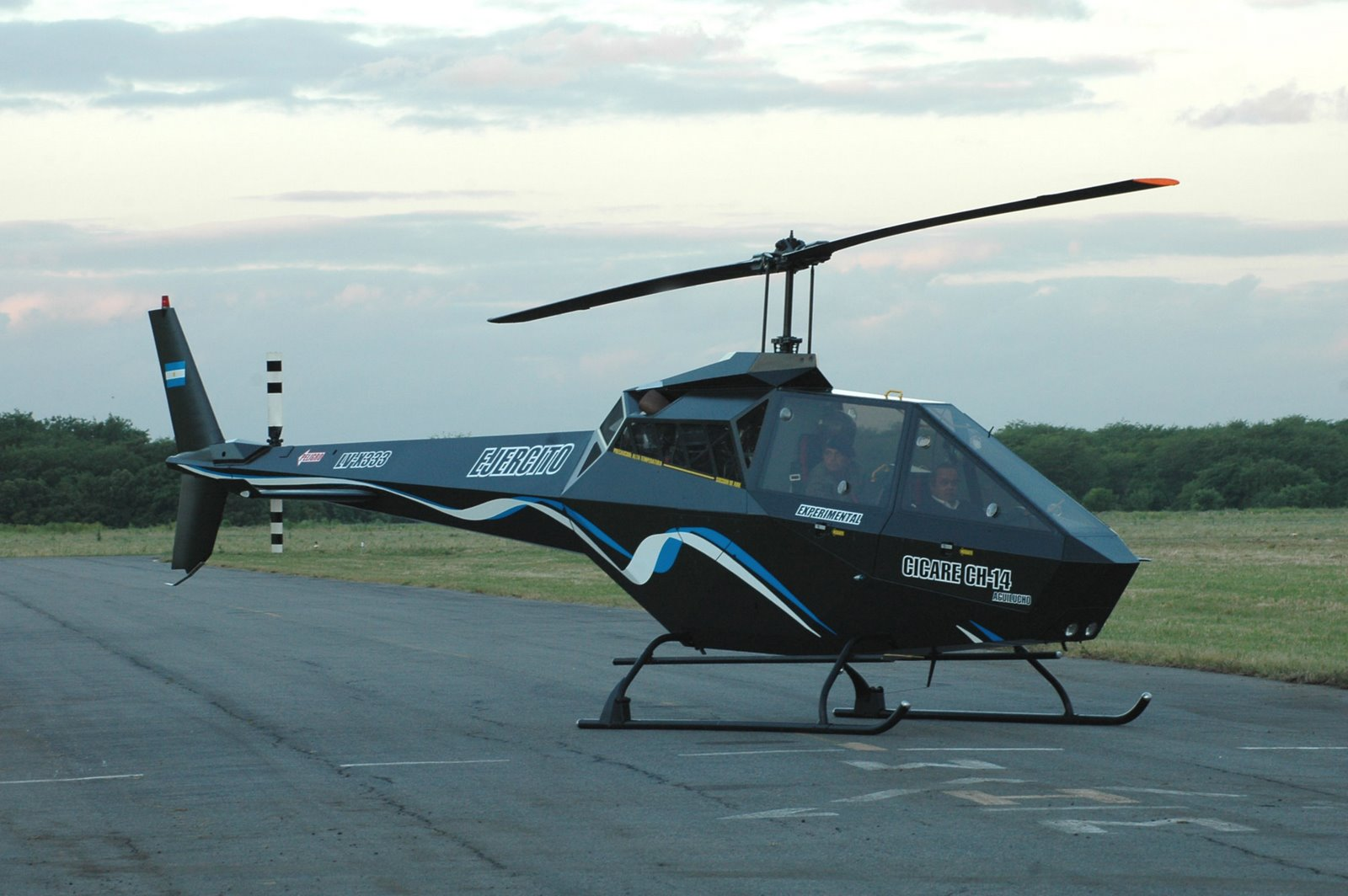
التنمية: Cicaré CH-14
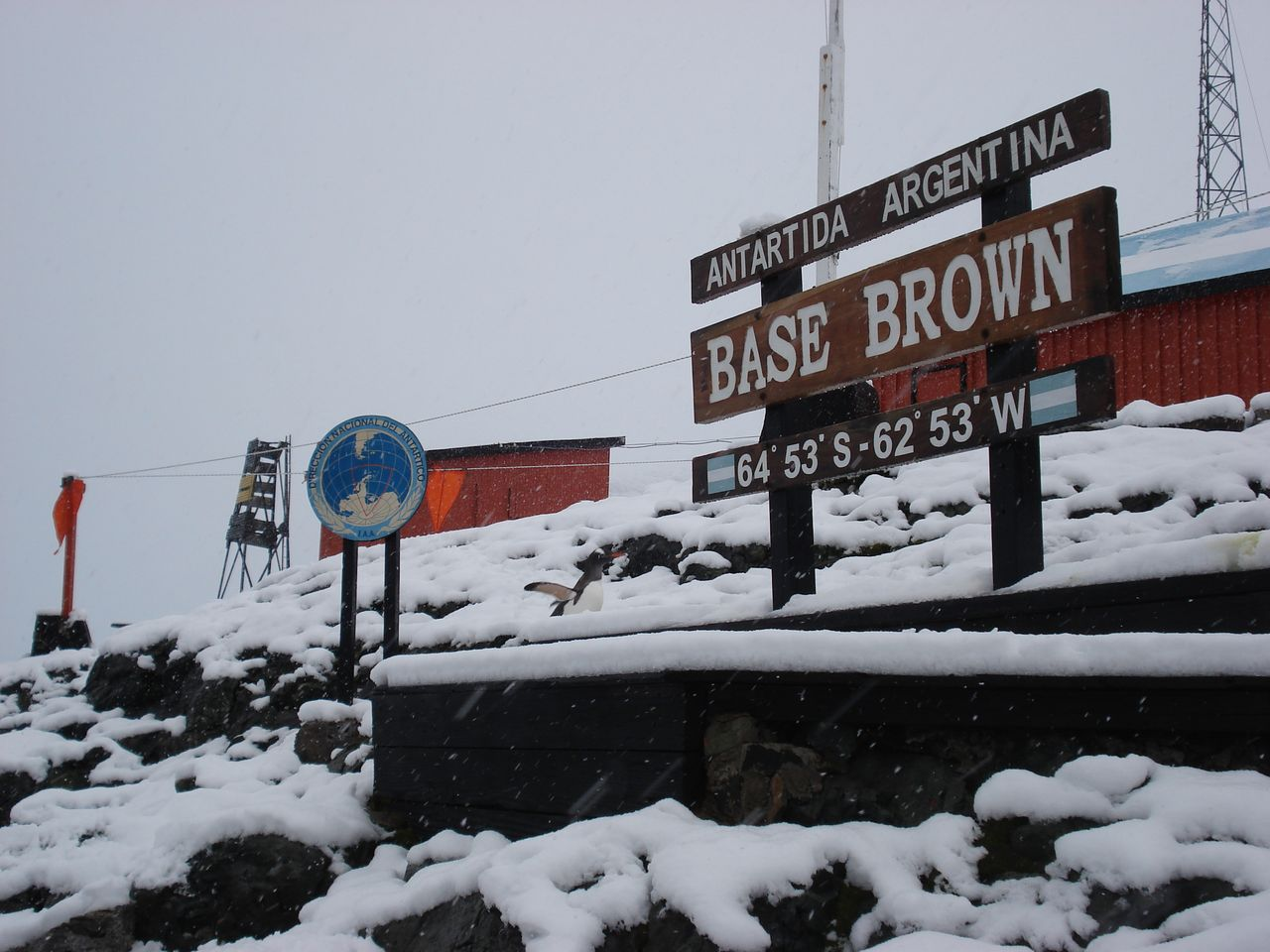
الأرجنتين أنتاركتيكا الوجود

## وصلات خارجية
- Ministry of Defense (بالإسبانية)
- Joint chiefs off Staff (بالإسبانية)